# Hypotrisula boarmioides
Hypotrisula boarmioides là một loài bướm đêm trong họ Noctuidae.